# 周端妃
端妃周氏（たんひ しゅうし、1560年代 ? - 1654年から1659年の間）は、明の万暦帝の側室。

## 経歴
庶民の周清の娘として生まれる。万暦10年（1582年）3月、選ばれて後宮に入り、端嬪となった。万暦19年（1591年）、第5皇子・朱常浩（瑞王）を産んだ。同22年（1594年）、端妃となった。父の周清は正三品錦衣衛帯俸指揮使に任じられた。しかし万暦帝の寵愛はなく、低調な生活を送った。
崇禎17年（1644年）春、張献忠軍が重慶を落とした際、朱常浩は捕らえられ、一族もろとも処刑された。同年3月19日、李自成軍が皇宮に侵入すると、端妃は実家へ逃れて避難した。清代に、清朝政府へ手当を申し込んだが拒否された。順治11年（1654年）までは存命であったが、同16年（1659年）以前に薨去した。皇貴妃鄭氏の墓に附葬された。

## 伝記資料
- 『明神宗実録』
- 『酌中志』